# Firefox (filme)
Firefox (br: Raposa de fogo / pt: Firefox) é um filme norte-americano de 1982 dirigido e estrelado por Clint Eastwood. O filme foi baseado em novela de  Craig Thomas. Em 1985, a produtora Atari, lançou um jogo baseado no filme.

## Sinopse
Mitchell Gant (Clint Eastwood) é um piloto americano aposentado, que foi abatido e se tornou prisioneiro na Guerra do Vietnã, lhe gerando traumas de guerra. Por ser filho de russos recebe como missão roubar o "Firefox", o mais avançado caça já fabricado e criado pelos soviéticos. Ele é enviado para a Rússia, mas há um problema: as ordens para comandar a aeronave são dadas por pensamento, mas é necessário que se pense em russo. Ele consegue pensar dessa forma e graças a coloraboração de cientistas do projeto ele consegue levantar voo com o avião. Mas terá de enfrentar o melhor piloto soviético num grande duelo.

## Elenco
- Clint Eastwood — Major Mitchell Gant / Leon Sprague / Michael Lewis
- Freddie Jones — Kenneth Aubrey
- David Huffman — Capitão Buckholz
- Warren Clarke — Pavel Upenskoy
- Ronald Lacey — Semelovsky
- Kenneth Colley — Coronel Kontarsky
- Klaus Löwitsch — General Vladimirov
- Nigel Hawthorne — Pyotr Baranovich
- Stefan Schnabel — Secretário-geral
- Thomas Hill — General Brown
- Clive Merrison — Major Lanyev
- Kai Wulff — Tenente-coronel Voskov
- Dimitra Arliss — Natalia